# TYC 8241 2652 1
TYC 8241 2652 1は、ケンタウルス座の方角、地球から約400光年離れた位置にある若い恒星である。この星系は、中間赤外線の観測から、星周円盤に囲まれていて、しかもその円盤がごく短期間で消失した可能性があるとされる。

## 特徴
TYC 8241 2652 1は、太陽に似た恒星といわれるが、スペクトル型はK2で、表面温度と光度は太陽を下回っている。年齢は大体1000万年程とされる、若い恒星であるので、星形成の際に核を取り巻いていた原始惑星系円盤が、散逸しきっておらず、残骸円盤が星周領域に存在するのは、珍しいことではない。
その距離と年齢からして、TYC 8241 2652 1は、下部ケンタウルス座-みなみじゅうじ座アソシエーション又はうみへび座TWアソシエーションの一員ではないかと考えられる。

## 星周円盤

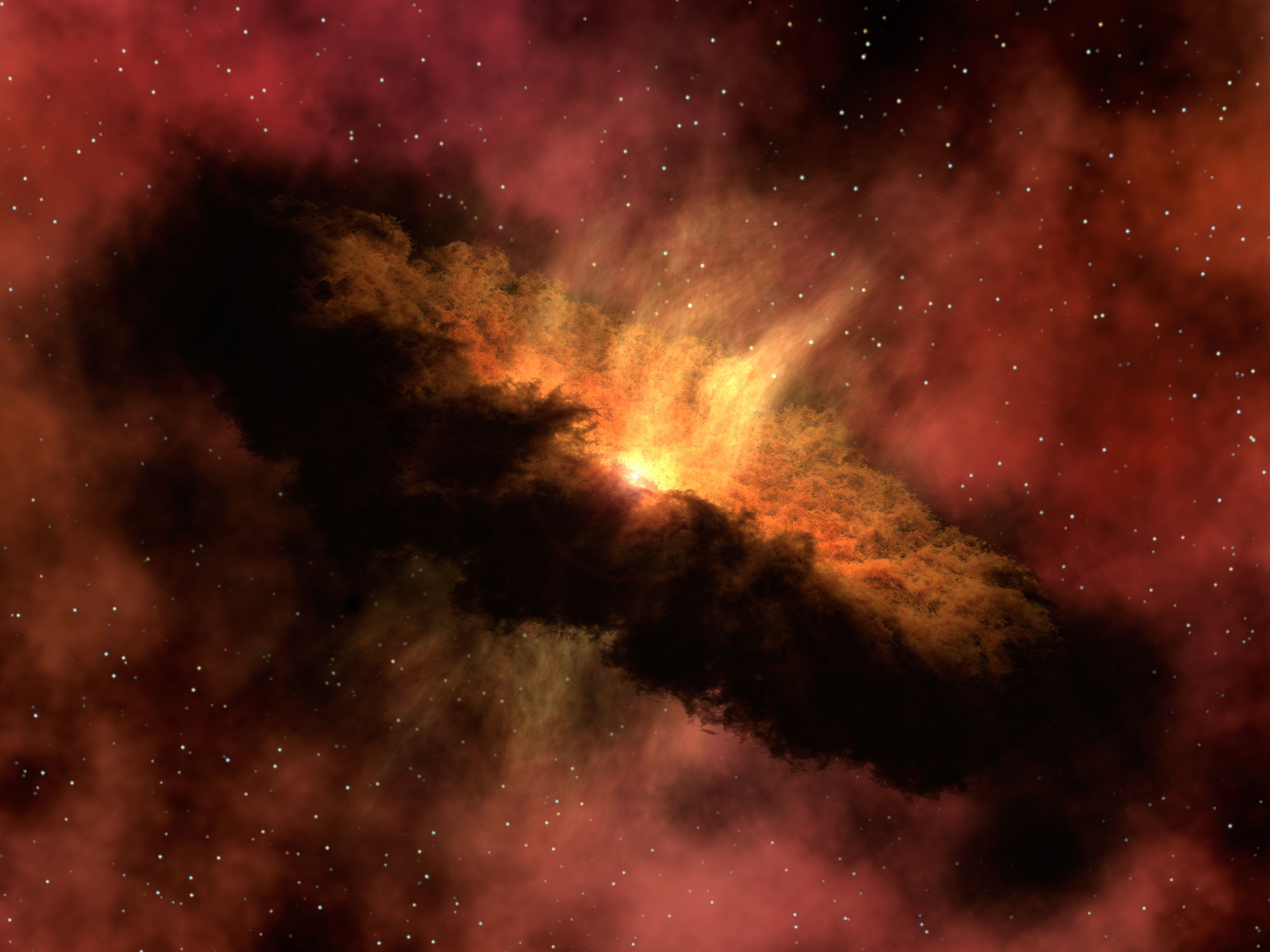
塵の多い原始惑星系円盤の想像図。TYC 8241 2652 1の消えた星周円盤も、これに似たものと考えられる。出典: NASA/JPL-Caltech

星周円盤が存在する証拠となるのが、1983年のIRASによる観測で、強い中間赤外線の放射が観測された。20年後、あかりによっても確認されたこの放射は、恒星の光球から放射される中間赤外線の、およそ30倍の強度があった。これ程大きい中間赤外線の赤外超過は、星周領域に温かい塵粒子が大量に存在するためであると考えられ、TYC 8241 2652 1は星周円盤を持つとされた。地上の大望遠鏡による空間分解能の高い観測から、赤外線源がたまたまTYC 8241 2652 1の近くにみえたものでもなく、TYC 8241 2652 1に関係した構造とされる。
IRASより高性能のハーシェル宇宙望遠鏡でも、遠赤外線の放射は検出されていないので、低温の塵粒子はそう多くないとみられる上、水素のバルマー線が輝線でないので、中心星への活発な質量降着も起こっていないことから、TYC 8241 2652 1の星周円盤は、塵が形成中の岩石天体の衝突によってもたらされた、進化の進んだ円盤と考えられる。
可視光及び近赤外線の観測結果を基に推定される温度の恒星の光球と、星周円盤を合成した理論的なスペクトルを、黒体放射であると仮定して、中間赤外線での観測結果に合うように計算すると、円盤の塵粒子の温度は450K、中心星からの距離はおよそ0.4AUと求められた。また、恒星の光度の11%に及ぶエネルギーが星周物質に吸収され、赤外線として再放射されていることもわかった。これだけ大幅な吸収を引き起こすことから、円盤は薄くて平坦なものではないと考えられ、惑星によって塵粒子が巻き上げられたり、円盤が捻じ曲げられたりしている可能性もある。

### 円盤消失
IRASによる発見から2008年まで、中間赤外線では、恒星の光球からの放射として予測される強度のおよそ30倍に及ぶ赤外超過が検出され、星周円盤の温かい塵がそれを放射していると考えられた。2008年5月にジェミニ南望遠鏡で観測された際も、赤外超過の大きさは変わらなかった。しかし、2009年1月にジェミニ南望遠鏡で観測された時には、それが13倍程度にまで減少し、翌2010年1月に広域赤外線探査衛星WISEで観測された時には、恒星の中間赤外線放射と殆ど差がない程度まで弱くなった。2012年5月に再度ジェミニ南望遠鏡で観測した際にも、中間赤外線が殆ど超過していないという結果は変わらなかった。結局、2009年から2010年にかけて、中間赤外線源は殆どなくなったものと考えられる。
2010年以降のWISEとハーシェルの観測結果から、星周塵の状態を推定すると、塵の温度は120-250K程度、中心星からの距離はおよそ2AU、恒星の光を吸収して赤外線で再放射する強度は恒星光度のおよそ0.1%と、2008年までとは全く異なる結果となった。
WISEの短い波長での観測結果や、全天自動サーベイによる監視の結果からすると、この間に恒星の明るさが変わったわけではなく、円盤が何かに掩蔽されたとは考えられない。そのため、円盤は実際に消失してしまった可能性が高いが、円盤が消える仕組みについては、以下に述べるように幾つか仮説が立てられているものの、十分な説明はなされていない。

#### 衝突雪崩

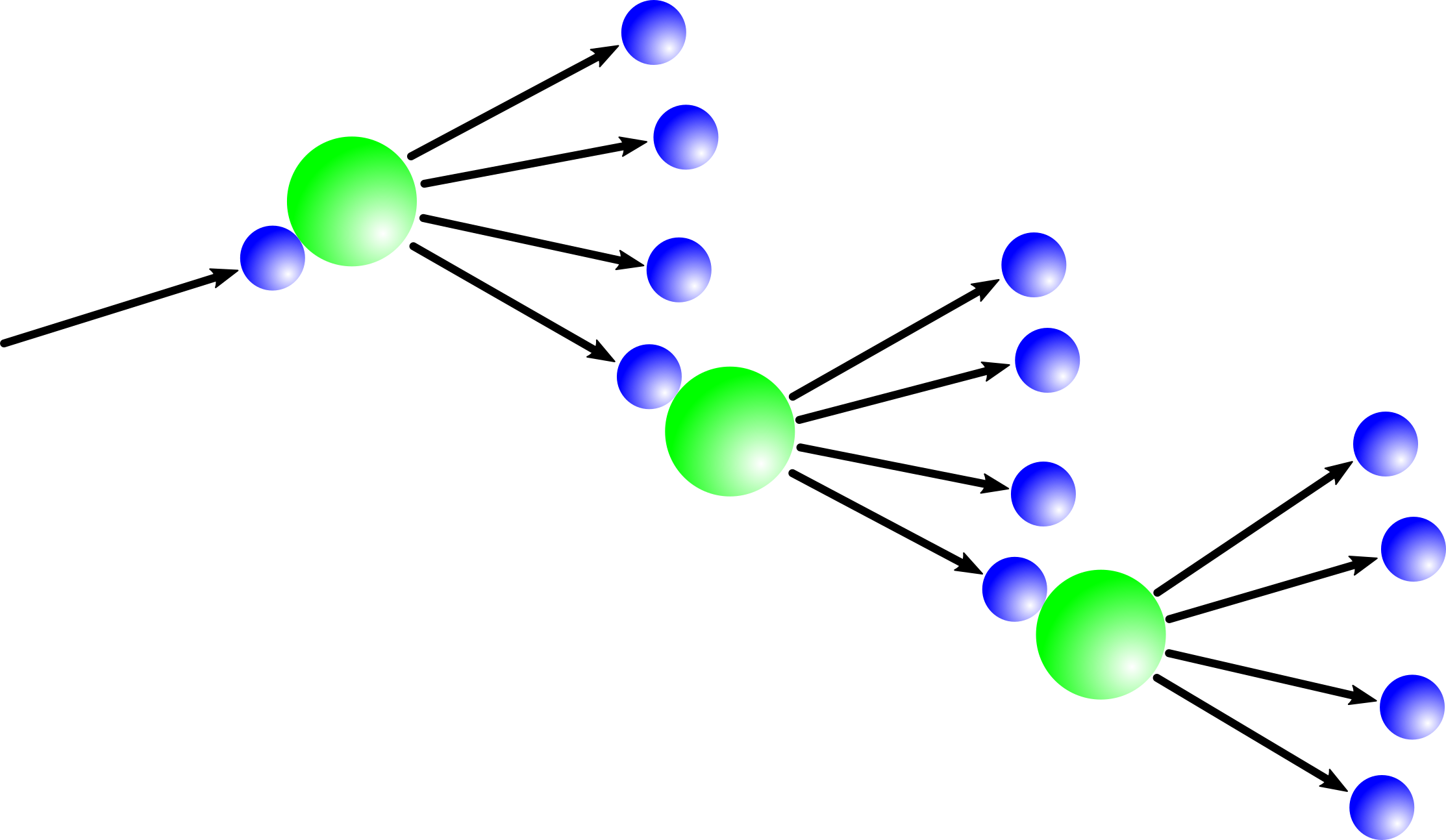
衝突雪崩理論の基礎となる塵粒子雪崩の模式図。これを繰り返して、塵粒子は微細化する。

岩石天体の衝突によって、新たにもたらされた塵粒子が、元々存在した塵粒子を巻き込んだ連鎖的な衝突を誘発する、「衝突雪崩（collisional avalanche）」とでも呼ぶべき現象が起きたとする説。大規模な衝突で塵粒子は細かく砕かれ、中心星の放射圧によって吹き散らされた。この仕組みでは、観測されたように、2年以内に塵の殆どがなくなるのは難しいが、元の塵粒子の分布のしかたによっては実現の可能性がある。
しかし、衝突雪崩の理論を提唱した天文学者らは、通常の衝突雪崩では30倍もの赤外超過をなくすことは難しく、また、可視光・近赤外で明るさが殆ど変わっていないことから、もっと大規模な衝突雪崩を起こしたとも考えにくいとして、この説は棄却されると主張している。

#### 暴走的降着
円盤中に存在するガスの、流体力学的な抵抗によって、塵粒子が急速に中心星へ降着する、「暴走的降着（runaway accretion）」とでも呼ぶべき現象が起きたとする説。この仕組みでも、塵がなくなる時間の短さは問題になる。また、この現象が起きるには、ガスの量が塵以上にある必要があるが、TYC 8241 2652 1星系のような進化の進んだ円盤に、それ程のガスが存在するかは疑問である。

#### X線による光蒸発
時間的な制約を克服する仮説として、爆発的なX線の放射による塵の気化も考えられている。しかし、中心星の光度が低いので、塵を気化させるのに必要と予想されるX線の増光量は、類似の恒星ではみられない大きなもので、しかも、X線は塵粒子を気化させるのには効率が悪いので、この説も可能性は低いとみられる。
X線での観測については、ROSATの全天掃天観測でまず検出され、XMM-Newtonでも観測されており、赤外超過がなくなった後にはチャンドラによる観測が行われたが、X線の爆発的な放射を示すような変化はみつかっていない。

#### コロナ質量放出

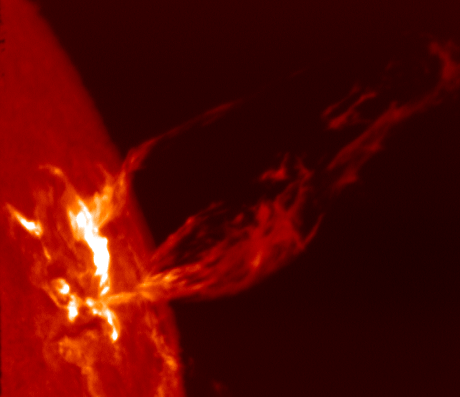
コロナ質量放出の例（太陽の場合）

より効率的に塵粒子を消滅させる仕組みとして、コロナ質量放出が提唱されている。うまくすれば、2年と言わず日単位で赤外超過を大きく変えることが可能になるが、太陽で観測されているコロナ質量放出は、放出方向が限られており、都合よく円盤を消すことができるかどうかわからない。そして、太陽以外の恒星では、コロナ質量放出が（まだ）直接観測されていない。